# Trio avec piano no 3 de Beethoven

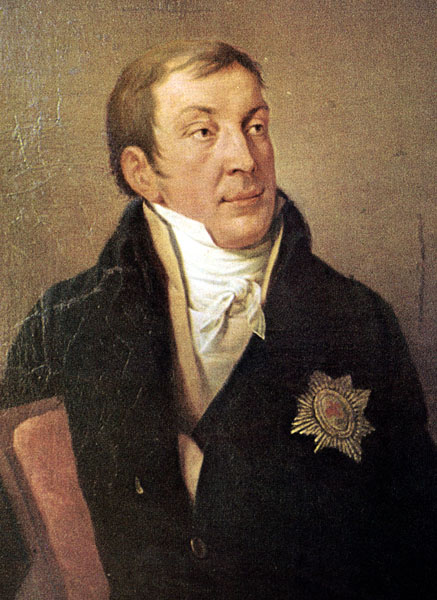
Karl Alois von Lichnowsky, dédicataire des trois trios avec piano opus 1

Le Trio avec piano no 3 en do mineur, opus 1 no 3, de Ludwig van Beethoven, est un trio pour piano, violon et violoncelle qui fut composé entre 1793 et 1795,, publié en octobre 1795, et dédié avec les no 1 et no 2 au prince Carl Lichnowsky, un des premiers mécènes du compositeur à Vienne.

## Présentation de l'œuvre
Le Trio n° 3 est habituellement considéré comme la plus réussie des trois œuvres de l'opus 1, dans le ton caractéristique de do mineur. C'était également celui que le compositeur lui-même considérait comme le plus abouti malgré le conseil de Haydn lors de sa création de ne pas le publier. Contrairement aux trios n° 1 et n° 2, il ne comporte pas de scherzo mais un menuet en troisième mouvement.
Il comporte quatre mouvements et son exécution dure environ 26 minutes :
1. Allegro con brio, à 
, en ut mineur (360 mesures)[4]
2. Andante cantabile con variazioni, à 
, en mi bémol majeur (131 mesures)[4]
3. Menuetto. Quasi allegro, à 
, en ut mineur (77 mesures)[4]
4. Finale. Prestissimo, à 
, en ut mineur (420 mesures)[4]